# OSS 117 동경작전
OSS 117 동경작전(O.S.S. 117 - Terror In Tokyo, Atout Coeur A Tokyo Pour O.S.S. 117)은 이탈리아에서 제작된 미쉘 부아스롱 감독의 1966년 영화이다. 프레더릭 스타포드 등이 주연으로 출연하였고 Paul Cadeac 등이 제작에 참여하였다.

## 출연

### 주연
- 프레더릭 스타포드

### 조연
- 콜린 드레이크
- 발레리 인키지노프
- 앙리 세르
- 마리나 블라디
- 요시무라 지츠코

## 제작진
- 원작자: 진 브루스